# Llista de videojocs creats per SNK
Això és una llista de videojocs creats i/o publicats per SNK/SNK Playmore.

## SNK

### Arcade, Neo-Geo i Hyper Neo-Geo 64
- 1979
  - Ozma Wars (considerat el primer videojoc de SNK)
  - Safari Rally
- 1980
  - Sasuke vs. Commander
- 1981
  - Satan of Saturn
- 1982
  - Lasso
- 1983
  - Joyful Road
  - Marvin's Maze
- 1984
  - Gladiator 1984
  - Jumping Cross
  - Mad Crasher
  - Main Event
  - Vanguard II
- 1985
  - Alpha Mission
  - HAL 21
  - TNK III
- 1986
  - Athena
  - Dogosoken
  - Ikari Warriors
  - Psycho Soldier
  - Ikari Warriors II: Victory Road
- 1987
  - Bermuda Triangle
  - Guerrilla War
  - Touchdown Fever
  - World Wars
- 1988
  - Chopper I
  - Fighting Soccer
  - Gold Medalist
  - Koukuu Kihei Monogatari (The Legend of Air Cavalry)
  - Lee Trevino's Fighting Golf
  - Mechanized Attack
  - Paddle Mania
  - P.O.W.: Prisoners of War
  - Sky Soldiers
  - Touchdown Fever 2
- 1989
  - Baseball Stars: Be a Champ!
  - Beast Busters
  - Gang Wars
  - The Next Space
  - Prehistoric Isle in 1930 (Genshi-Tou 1930's)
  - SAR: Search and Rescue
  - Sky Adventure
  - Street Smart (videojoc)
- 1990
  - Baseball Stars Professional
  - Blue's Journey (Raguy)
  - Crossed Swords
  - Cyber-Lip
  - League Bowling
  - Magician Lord
  - MahJong Kyoretsuden: Higashi Nippon Hen
  - NAM-1975
  - Puzzled (Joy Joy Kid)
  - Riding Hero
  - The Super Spy
  - Top Player's Golf
- 1991
  - 2020 Super Baseball
  - Alpha Mission II (ASO II: Last Guardian)
  - Burning Fight
  - Eightman
  - Fatal Fury: King of Fighters (Garou Densetsu: Shukumei no Tatakai)
  - Ghost Pilots
  - Great Quiz Detective
  - King of the Monsters
  - Quiz Daisousa Sen: The Last Count Down
  - Robo Army
  - Sengoku (Sengoku Denshou)
  - Soccer Brawl
  - Thrash Rally
- 1992
  - Art of Fighting (Ryuuko no Ken)
  - Baseball Stars 2
  - Fatal Fury 2 (Garou Densetsu 2: Arata-naru Tatakai)
  - Football Frenzy
  - King of the Monsters 2: The Next Thing
  - Last Resort
  - Mutation Nation
  - Ninja Commando
  - Quiz Meitantei Neo Geo (Quiz Daisousa Sen Part 2)
  - Super Sidekicks (Tokuten Ou)
  - Viewpoint
  - World Heroes
- 1993
  - 3 Count Bout (Fire Suplex)
  - Fatal Fury Special (Garou Densetsu Special)
  - Puzzle Bobble (Bust-A-Move)
  - Samurai Shodown (Samurai Spirits)
  - Sengoku 2 (Sengoku Denshou 2)
  - Spin Master (Miracle Adventure)
  - World Heroes 2
- 1994
  - Aero Fighters 2 (Sonic Wings 2)
  - Aggressors of Dark Kombat (Tsuukai Gangan Koushinkyoku)
  - Art of Fighting 2 (Ryuuko no Ken 2)
  - Gururin
  - The King of Fighters '94
  - Power Spikes II
  - Samurai Shodown II (Shin Samurai Spirits: Haohmaru jigokuhen)
  - Street Hoop (Street Slam, Dunk Dream)
  - Super Sidekicks 2: The World Championship (Tokuten Ou 2: Real Fight Football)
  - Top Hunter: Roddy & Cathy
  - World Heroes 2 Jet
- 1995
  - Aero Fighters 3 (Sonic Wings 3)
  - Crossed Swords 2
  - Far East of Eden: Kabuki Klash (Tengai Makyou: Shin Den)
  - Fatal Fury 3: Road to the Final Victory (Garou Densetsu 3: Haruka-naru Tatakai)
  - Galaxy Fight: Universal Warriors
  - The King of Fighters '95
  - Pulstar
  - Puzzle De Pon!
  - Quiz King of Fighters
  - Real Bout Fatal Fury (Real Bout Garou Densetsu)
  - Samurai Shodown III: Blades of Blood (Samurai Spirits: Zankurou Musouken)
  - Savage Reign (Fu'un Mokushiroku: Kakutou Sousei)
  - Stakes Winner (Stakes Winner: GI Kinzen Seihae no Michi
  - Super Sidekicks 3: The Next Glory (Tokuten Ou 3: Eikoue No Michi)
  - Taisen Idol-Mahjong Final Romance 2
  - Voltage Fighter Gowcaizer (Choujin Gakuen Gowcaizer)
  - World Heroes Perfect
- 1996
  - Art of Fighting 3: The Path of the Warrior (Art of Fighting: Ryuuko no Ken Gaiden)
  - Breakers
  - The King of Fighters '96
  - Kizuna Encounter: Super Tag Battle (Fu'un Super Tag Battle)
  - Magical Drop II
  - Metal Slug (Metal Slug: Super Vehicle-001)
  - Neo Drift Out: New Technology
  - Neo Mr. Do!
  - Neo Turf Masters: Big Tournament Golf
  - Ninja Master's: Haoh Ninpou-chou
  - Over Top
  - Pleasure Goal (Futsal: 5 on 5 Mini Soccer)
  - Ragnagard (Shin-Oh-Ken)
  - Real Bout Fatal Fury Special (Real Bout Garou Densetsu Special)
  - Samurai Shodown IV: Amakusa's Revenge (Samurai Spirits: Amakusa Kourin)
  - Twinkle Star Sprites
  - Super Dodge Ball (Kunio no Nekketsu Toukyuu Densetsu)
  - The Ultimate 11: SNK Football Championship (Tokuten Ou: Honoo no Libero/ Super Sidekicks 4)
  - Waku Waku 7
- 1997
  - The King of Fighters '97
  - The Last Blade (Bakumatsu Roman: Gekka no Kenshi)
  - Money Puzzle Exchanger (Money Idol Exchanger)
  - Puzzle De Pon! R!
  - Road's Edge (Round Trip)
  - Samurai Shodown 64
  - Samurai Shodown RPG
  - Shock Troopers
- 1998
  - Blazing Star
  - Breakers Revenge
  - Fatal Fury: Wild Ambition
  - The King of Fighters '98: The Slugfest
  - The Last Blade 2 (Bakumatsu Roman: Dai Ni Maku Gekka no Kenshi)
  - Metal Slug 2 (Metal Slug 2: Super Vehicle-001/II)
  - NeoGeo Cup '98: The Road to the Victory
  - Real Bout Fatal Fury 2: The Newcomers (Real Bout Garou Densetsu 2: The Newcomers)
  - Samurai Shodown 64: Warrior's Rage (Samurai Spirits 2: Asura Zanmaden)
  - Shock Troopers: 2nd Squad
  - Off Beat Racer!/Xtreme Rally
- 1999
  - Beast Busters: Second Nightmare
  - Buriki One
  - Captain Tomaday
  - Garou: Mark of the Wolves
  - The King of Fighters '99: Millennium Battle
  - Metal Slug X (Metal Slug X: Super Vehicle-001)
  - Prehistoric Isle 2 (Genshi Tou)
- 2000
  - The King of Fighters 2000
  - Metal Slug 3
  - Nightmare in the Dark
- 2001
  - The King of Fighters 2001
  - Sengoku 3 (Sengoku Legends 2001)
  - Zupapa!
- 2002
  - The King of Fighters 2002: Challenge to Ultimate Battle
  - Power Instinct Matrimelee (Shin Gouketsuji Ichizoku Toukon)
  - Metal Slug 4
  - Rage of the Dragons
- 2003
  - The King of Fighters 2003
  - Metal Slug 5
  - Samurai Shodown V (Samurai Spirits Zero)
  - Pochi & Nyaa
- 2004
  - Samurai Shodown V Special (Samurai Spirits Zero Special)
  - SNK vs. Capcom: SvC Chaos
  - Ironclad
  - Neo Bubble Pop
- 2006
  - The King of Fighters XI
  - Metal Slug 6
- 2007
  - The King of Fighters XII

### Neo Geo Pocket i Neo Geo Pocket Color
- 1999
  - Baseball Stars Color
  - Bio Motor Unitron
  - Crush Roller
  - Dark Arms
  - Fatal Fury: First Contact
  - The King of Fighters R-1
  - The King of Fighters R-2
  - Magical Drop Pocket
  - Metal Slug: 1st Mission
  - NeoGeo Cup '98 Plus Color
  - Neo Turf Masters
  - Pocket Tennis Color
  - Puyo Pop
  - Puzzle Bobble Mini
  - Samurai Shodown! 2 (Samurai Spirits! 2)
  - SNK vs. Capcom: Card Fighter's Clash
  - SNK vs. Capcom: The Match of the Millennium
  - Sonic the Hedgehog: Pocket Adventure
- 2000
  - Cotton
  - The King of Fighters: Battle de Paradise
  - The Last Blade
  - Metal Slug: 2nd Mission
  - Shanghai Mini
  - SNK Gals' Fighters
- Ballistic
- Battle Royal
- Big Bang Pro-Wrestling
- Bikkuriman 2000
- Billiard Break Shot
- Biomotor Unitron 2
- Bust-A-Move Pocket
- Cool Boarders Pocket
- Cool Cool Jam
- Del Sol 2
- Delta Warp
- Densha De Go! 2
- Digital Primate
- Dive Alert, Becky's Version
- Dive Alert, Matt's Version
- Dynamite Slugger
- Evolution: Eternal Dungeons
- Faselei!
- Ganbare Neo Poke Kun
- Graduation Photograph
- Ikari Warriors
- The King of Fighters R-3
- The King of Fighters RPG
- Magician Lord
- Melon-Chan Growth Diary
- Melon-Chan Growth Diary 2
- Mortal Kombat
- Neo 21
- Neo Baccarat
- Neo Cherry Master Color
- Neo Dragon's Wild
- Neo Mystery Bonus
- Neo Pocket Bass Fishing
- NeoGeo Cup '98
- Oekaki Puzzle
- Ogre Battle Gaiden: The Prince of Zenobia
- Pachinko Simulation Vol. 1
- Party Mail
- Pocket Fishing
- Pocket Love - If
- Pocket Reversi
- Popeye and Betty
- Puzzle Link
- Puzzle Link 2
- Puzzle Tsunagete Pon
- SNK vs. Capcom: Card Fighters 2 Expand Edition
- Sakura Taisen
- Sakura Taisen Columns
- Samurai Shodown! (Samurai Spirits!)
- Shigeru Mizuki's Ghost Photo Gallery
- Shogi no Tatusiin (Master of Shogi)
- Soccer Manager Simulation
- Super Producer
- Super Real Mahjong: Premium Collection
- Thunder V
- Tsunagete Pon! 2
- Ward of Lights
- World Heroes Pocket
- Zero Kichi

## Sammy

### Atomiswave
- 2004
  - The King of Fighters Neowave
- 2005
  - The King of Fighters XI
  - Neo Geo Battle Coliseum
  - Samurai Shodown VI (Samurai Spirits: Tenkaichi Kenkakuden)
- 2006
  - Metal Slug 6
- 2007
  - The King of Fighters XII

## Sony

### Playstation
- Athena: The Awakening From Ordinary Life
- Fatal Fury: Wild Ambition
- The King of Fighters '95
- The King of Fighters '97
- The King of Fighters '98
- The King of Fighters '99
- The King of Fighters: Kyo
- Koudelka
- The Last Blade
- Magical Drop
- Metal Slug
- Metal Slug X
- Money Idol Exchanger
- Real Bout Fatal Fury
- Real Bout Fatal Fury Special: Dominated Mind (Real Bout Garou Densetsu Special: Dominated Mind)
- Samurai Shodown 1+2
- Samurai Shodown III: Blades of Blood
- Samurai Shodown IV Special
- Samurai Shodown IV: Amakusa's Revenge
- Samurai Shodown: New Chapter (Samurai Shodown Shinshou)
- Samurai Shodown: Warrior's Rage
- Samurai Shodown RPG

### Playstation 2
- Art of Fighting Anthology
- Fatal Fury Battle Archives Vol. 1
- Fatal Fury Battle Archives Vol. 2
- Garou: Mark of the Wolves
- KOF: Maximum Impact
- KOF: Maximum Impact 2
- The King of Fighters 2002
- The King of Fighters 2003
- The King of Fighters NeoWave
- The King of Fighters Orochi Version
- The King of Fighters XI
- The Last Blade 1&2
- Metal Slug 3
- Metal Slug 4
- Metal Slug 5
- Metal Slug 6
- Metal Slug 3D
- Metal Slug Anthology
- Neo Geo Battle Coliseum
- Samurai Shodown V
- Samurai Shodown VI
- SNK Classics Collection
- SNK Slot Panic Vol. 1
- SVC Chaos: SNK vs. Capcom
- Twinkle Star Sprites

### PlayStation Portable
- Art of Fighting Anthology
- Metal Slug Anthology

## Nintendo

### Game Boy
- Dexterity
- Funny Field
- King of Fighters '95
- King of Fighters '96
- King of Fighters '97
- Real Bout Fatal Fury Special
- Samurai Shodown
- Samurai Shodown 3
- World Heroes II

### Game Boy Color
- Crystalis (modificat lleugerament del videojoc de la NES)

### Game Boy Advance
- Metal Slug Advance
- Metal Slug
- King of Fighters EX: Neo Blood
- King of Fighters EX2: Howling Blood

### Nintendo DS
- Mario Golf DS
- Mario Tennis DS
- SNK vs. Capcom: Card Fighters DS
- Doki Doki Majo Saiban

### Famicom / NES
- Alpha Mission
- Athena
- Baseball Stars
- Crystalis
- Fighting Golf
- Guerrilla War
- Ikari Warriors
- Ikari Warriors II: Victory Road
- Ikari Warriors III: The Rescue
- Iron Tank
- Little League Baseball
- Mechanized Attack
- P.O.W.: Prisoners of War
- Touchdown Fever

### Super NES
- 2020 Super Baseball
- Aero Fighters
- Fatal Fury
- Fatal Fury 2
- Fatal Fury Special
- King of the Monsters
- King of the Monsters 2
- Samurai Shodown
- Sengoku
- World Heroes
- World Heroes 2

### Wii
- Art of Fighting Anthology
- Metal Slug Anthology

## Sega

### Sega CD
- Fatal Fury Special
- Samurai Shodown

### Sega Dreamcast
- Cool Cool Toon
- Garou: Mark of the Wolves
- The King of Fighters: Dream Match '99
- The King of Fighters: Evolution
- The King of Fighters 2000
- The King of Fighters 2001
- The King of Fighters 2002
- The Last Blade 1&2

### Sega Game Gear
- Fatal Fury Special
- Samurai Shodown

### Sega Genesis
- 2020 Super Baseball
- Art of Fighting
- Fatal Fury
- Fatal Fury 2
- King of the Monsters
- King of the Monsters 2
- Samurai Shodown
- World Heroes

### Sega Saturn
- Fatal Fury 3: Road to the Final Victory
- King of Boxing
- The King of Fighters '95
- The King of Fighters '96
- The King of Fighters '97
- The King of Fighters Best Collection
- Metal Slug
- Real Bout Fatal Fury
- Real Bout Fatal Fury Best Collection
- Real Bout Fatal Fury Special
- Samurai Shodown III: Blades of Blood
- Samurai Shodown IV: Amasuka's Revenge
- Samurai Shodown RPG
- Stakes Winner 2
- Twinkle Star Sprites
- World Heroes Perfect

## Panasonic, Sanyo & Goldstar

### 3DO
- Samurai Shodown

## NEC

### TurboGrafx 16 / Turbo Duo
- Art of Fighting
- Fatal Fury 2
- Fatal Fury Special
- King of the Monsters 2: The Next Thing
- World Heroes

## Microsoft

### Xbox
- The King of Fighters 2000/2001
- The King of Fighters 2002
- The King of Fighters 2003
- The King of Fighters Neowave
- KOF: Maximum Impact
- Metal Slug 3
- Metal Slug 4
- Metal Slug 5
- Samurai Shodown V
- Samurai Shodown VI
- SNK vs. Capcom: SvC Chaos

### Windows
- Fatal Fury 3
- The King of Fighters: Evolution
- Samurai Shodown II